# اچ‌ام‌اس پنیلان (ال۸۹)
اچ‌ام‌اس پنیلان (ال۸۹) (به انگلیسی: HMS Penylan (L89)) یک کشتی بود که طول آن ۲۸۰ فوت (۸۵ متر) بود. این کشتی در سال ۱۹۴۲ ساخته شد.